# 慈孝獻皇后
慈孝獻皇后（？—1538年12月23日）蔣姓，名失考，中國明朝時期皇族女性，出身大兴县（今北京大兴区），父中兵马指挥使追封玉田伯蔣斅。為興獻王朱祐杬王妃，明世宗朱厚熜生母。

## 生平
史书没有记载蒋氏生年。弘治五年（1492年），蔣氏冊封為興王妃。弘治十三年（1500年）生嫡长子（早夭），次年生长女。1507年，生嫡次子朱厚熜，另有一女永淳公主。正德十四年（1519年）興王朱祐杬亡故，由其子朱厚熜作为世子等待服丧期满襲爵。正德十六年（1521年），明武宗無子駕崩，內閣首輔大學士楊廷和等大臣依照明太祖朱元璋所制定的家法「皇明祖訓」尋找皇位繼承者。
明武宗生前沒有子女，也沒有在世的兄弟，因此皇位繼承者只能從武宗仍在世的叔父及后人中尋找。其中，武宗叔父興獻王朱祐杬是武宗父親明孝宗最年長的弟弟，但朱祐杬比武宗早亡故兩年，因此最後由朱祐杬之子朱厚熜繼承帝位。
朱厚熜繼位三日後，遣使到安陸的興王籓邸迎生母興王妃蔣氏到北京。以內閣首輔大學士楊廷和为首的群臣，援引漢朝定陶王（汉哀帝）和宋朝濮王（宋英宗）先例，認為世宗既然是由小宗入繼大宗，就應該尊奉正統，該以明孝宗为父，稱皇考，興獻王改称“皇叔考兴献大王”，生母蒋氏为“皇叔母兴国大妃”，祭祀时对其亲生父母自称“侄皇帝”。另以益王次子崇仁王朱厚炫为兴献王之嗣，主奉兴王之祀。
當時蔣氏已從安陸抵達距離京城只有咫尺之遙的通州，一得知首辅的建議後說：「怎可將我的儿子作为别人的儿子！」並拒絕入京，明世宗因此泣奏慈壽皇太后，意圖遜位並侍奉蔣氏返回安陸，群臣得知後大為惶恐，最後以慈壽皇太后的命令，改稱蔣氏為興獻后，並以皇太后的鹵簿迎接蔣氏入京。之後，世宗又尊封親祖母邵貴妃為壽安皇太后，於是宮中三太后並立，但蔣氏與慈壽皇太后關係不和，因此連帶使世宗對慈壽皇太后多有怠慢。
- 嘉靖元年（1521年）世宗改稱蔣氏為興國太后，又改父親興獻王為「本生父興獻帝」、將興獻王園寢升格為陵寢，稱顯陵，並以天子之禮祭祀興獻王。
- 嘉靖三年（1523年）上蔣氏尊號本生聖母章聖皇太后，當年秋天以張璁的建議，改稱聖母章聖皇太后。
- 嘉靖七年（1528年），加尊號慈仁，全稱章聖慈仁皇太后。
- 嘉靖十五年（1536年），再加上尊號康靜貞壽，全稱章聖慈仁康靜貞壽皇太后。
- 嘉靖十七年十二月壬寅（1538年12月23日）蔣氏去世，葬於顯陵，諡號為慈孝貞順仁敬誠一安天誕聖獻皇后。

## 亲属

### 父
- 蒋斅，北京大興人，中兵马指挥使，追封玉田伯。兄蒋斌、弟蒋能。

### 兄弟
- 蔣輪，太后之從弟。因蔣斅無後，兄之子過繼。

### 子女
- 岳怀王朱厚熙
- 长宁公主
- 嘉靖帝朱厚熜
- 永淳公主
- 另外，永福公主生母不详，是否为她所生，已不可考。